# Diego García (fond)
Pour les articles homonymes, voir Diego García (marche).
Diego García Corrales, né le 12 octobre 1961 à Azkoitia et mort le 31 mars 2001 dans cette même ville, est un athlète espagnol, spécialiste des courses de fond.

## Biographie
Il remporte la médaille d'argent du marathon lors des championnats d'Europe de 1994, à Helsinki, devancé par son compatriote Martin Fiz.
Il se classe sixième des championnats du monde de 1995

### Palmarès
| Date | Compétition           | Lieu      | Résultat | Épreuve  | Performance     |
| ---- | --------------------- | --------- | -------- | -------- | --------------- |
| 1991 | Championnats du monde | Tokyo     | 14e      | Marathon | 2 h 21 min 16 s |
| 1992 | Jeux olympiques       | Barcelone | 9e       | Marathon | 2 h 14 min 56 s |
| 1994 | Championnats d'Europe | Helsinki  | 2e       | Marathon | 2 h 10 min 46 s |
| 1995 | Championnats du monde | Göteborg  | 6e       | Marathon | 2 h 15 min 34 s |

### Records
| Épreuve  | Performance    | Lieu    | Date            |
| -------- | -------------- | ------- | --------------- |
| Marathon | 2 h 9 min 51 s | Fukuoka | 3 décembre 1995 |